# George Hay (hockey sur glace)
Pour les articles homonymes, voir George Hay et Hay.
Temple de la renommée : 1958
Georges William Hay (né le 10 janvier 1898 à Listowel au Canada - mort le 13 juillet 1975) est un ancien joueur professionnel canadien de hockey sur glace qui évoluait au poste d'ailier gauche,.

## Carrière
Il commence sa carrière en 1921 avec les Capitals de Regina dans la Western Canada Hockey League. En 1926, il rejoint les Black Hawks de Chicago dans la Ligue nationale de hockey lorsque les droits des Rosebuds de Portland sont cédés à Chicago.
Il est vendu l'année suivante à l'équipe des Cougars de Détroit. Il termine sa carrière en 1934 avec les Olympics de Détroit dans la ligue internationale de hockey.
Il est intronisé au temple de la renommée du hockey en 1958.